# جیم کرامر
جیم کرامر (به انگلیسی: Jayme Cramer) (زادهٔ ۲۰ ژانویهٔ ۱۹۸۳) شناگر اهل ایالات متحده آمریکا است.